# Zimafej Dsejnitschenka
Zimafej Aljaksandrawitsch Dsejnitschenka (belarussisch Цімафей Аляксандравіч Дзейнічэнка; * 5. November 1986 in Homel, Sowjetunion) ist ein belarussischer Ringer. Er wurde 2011 Europameister im griechisch-römischen Stil im Halbschwergewicht.

## Werdegang
Zimafej Dsejnitschenka begann als Jugendlicher in seiner Geburtsstadt mit dem Ringen. Er ist Angehöriger von Dinamo Gomel, einem Polizeisportverein und wurde bzw. wird seit 1997 von Sergei Zimin und seit 2003 von Igor Petrenko trainiert. Er ist Student, seinen Lebensunterhalt bestreitet er aber hauptsächlich mit dem Ringen. Als Erwachsener ringt er bei einer Größe von 1,95 Metern im Halbschwergewicht, der Gewichtsklasse bis 96 kg Körpergewicht. Er ringt nur im griechisch-römischen Stil.
Seine internationale Karriere begann im Jahre 2005, als er bei der Junioren-Europameisterschaft (Juniors) im Mittelgewicht hinter Cenk İldem, Türkei und Adlan Bizojew, Russland, gemeinsam mit Jan Fischer aus Deutschland den 3. Platz belegte. Weitere Medaillen gewann er bei internationalen Juniorenmeisterschaften nicht.
Im Jahre 2007 startete er erstmals bei einer Europameisterschaft der Senioren. In Budapest musste er sich aber im Halbschwergewicht nach einer Niederlage gegen Balasz Kiss aus Ungarn mit dem 25.
Platz begnügen. Für die Olympischen Spiele 2008 in Peking konnte er sich noch nicht qualifizieren. 2009 startete er wieder bei einer Europameisterschaft. In Vilnius traf er dabei gleich in der 1. Runde auf den Olympiasieger von 2008 Aslanbek Chuschtow aus Russland, gegen den er nach Punkten verlor. Nach einem Sieg in der Trostrunde über Kalojan Dintschew aus Bulgarien und einer weiteren Niederlage gegen Marek Švec aus Tschechien kam er noch auf den 5. Platz. Bei der Weltmeisterschaft 2009 in Herning/Dänemark verlor Zimafej Dsejnitschenka nach hartem Kampf (1:2 Runden und 3:5 Punkte) gegen Dawid Saldadse aus Usbekistan und kam nur auf den 19. Platz, da auch Saldadse vor dem Erreichen des Finales ausschied.
Sehr erfolgreich verlief für ihn das Jahr 2010. Er erreichte sowohl bei der Europameisterschaft in Baku als auch bei der Weltmeisterschaft in Moskau das Finale, die er aber beide verlor. In Baku musste er sich Aslanbek Chuschtow mit 0:2 Runden und 0:7 Punkten und in Moskau dem Iraner Amir Ali-Akbari mit 0:2 Runden bei 2:3 Punkten geschlagen geben. Er beschloss das Jahr 2010 damit als Vize-Weltmeister und als Vize-Europameister.
Bei der Europameisterschaft 2011 in Dortmund konnte Zimafej Dsejnitschenka dann seinen ersten internationalen Titelgewinn einheimsen. Er besiegte in Dortmund David Vála aus Tschechien, Balasz Kiss, Schalwa Gadabadse aus Georgien und Artur Aleksanjan aus Armenien und wurde damit Europameister.

## Internationale Erfolge
| Jahr | Platz | Wettbewerb                                     | Gewichtskl. | Ergebnis |
| 2005 | 3.    | Junioren-EM (Juniors) in Wrocław               | Mittel      | hinter Cenk İldem, Türkei u. Adlan Bizojew, Russland, gemeins. mit Jan Fischer, Deutschland                                                                               |
| 2006 | 1.    | Deutschland-Cup (Junioren) in Frankfurt (Oder) | Mittel      | vor Cenk Ildem u. Mihails Bogdanovs, Lettland |
| 2006 | 11.   | Junioren-EM (Juniors) in Szombathely           | Mittel      | Sieger: Cenk Ildem vor Artur Schahinjan, Armenien u. Saur Kereschew, Russland                                                                                             |
| 2006 | 12.   | Junioren-WM (Juniors) in Guatemala-Stadt       | Mittel      | nach einer Niederlage gegen Cenk Ildem, einem Sieg über Alexander Pikilidis, Griechenland u. einer Niederlage gegen David Karchawa, Georgien                              |
| 2007 | 25.   | EM in Sofia                                    | Halbschwer  | nach einer Niederlage gegen Balasz Kiss, Ungarn |
| 2008 | 7.    | Olympia-Qualif.-Turnier in Rom-Ostia           | Halbschwer  | Sieger: Kalojan Dintschew, Bulgarien vor Lajos Viragh, Ungarn u. Oleg Krjoka, Ukraine                                                                                     |
| 2008 | 3.    | Großer Preis von Deutschland in Dortmund       | Halbschwer  | hinter Mehmet Kasim Aras, Deutschland und Wladimir Berdzik, Belarus |
| 2009 | 1.    | Vehbe-Emre-Memorial in Istanbul                | Halbschwer  | vor Cenk Ildem, Mehmet Kasim Aras, R.C. Johnson, USA u. Mehmet Ozal, Türkei                                                                                               |
| 2009 | 1.    | Iwan-Poddubny-Turnier in Rjasan                | Halbschwer  | vor Michail Bokalew, u. Wassili Teplouchow, bde. Russland |
| 2009 | 5.    | EM in Vilnius                                  | Halbschwer  | nach einer Niederlage gegen Aslanbek Chuschtow, Russland, einem Sieg über Theodoros Tounousidis, Griechenland u. einer Niederlage gegen Marek Švec, Tschechien            |
| 2009 | 1.    | Großer Preis von Deutschland in Dortmund       | Halbschwer  | vor Aslanbek Chuschtow, Kalojan Dintschew u. Heiki Nabi, Estland |
| 2009 | 19.   | WM in Herning/Dänemark                         | Halbschwer  | nach einer Niederlage gegen Dawid Saldadse, Usbekistan |
| 2010 | 2.    | EM in Baku                                     | Halbschwer  | nach Siegen über Mirko Englich, Deutschland, Kalojan Dintschew u. Cenk Ildem u. einer Niederlage gegen Aslanbek Chuschtow                                                 |
| 2010 | 3.    | Wladislaus-Pytlasinski-Memorial in Ratibor     | Halbschwer  | hinter Melonin Noumonvi, Frankreich u. Nikita Melnikow, Russland |
| 2010 | 2.    | WM in Moskau                                   | Halbschwer  | nach Siegen über Sabuhi Humbatow, Aserbaidschan, Justin Ruiz, USA, Yunior Estrada Falcon, Kuba u. Jimmy Lidberg, Schweden u. einer Niederlage gegen Amir Ali-Akbari, Iran |
| 2011 | 2.    | Welt-Cup in Minsk                              | Halbschwer  | hinter Babak Hossein Ghorbani Goldasteh, Iran, vor Schalwa Gadabadse, Aserbaidschan u. Rustam Totrew, Russland                                                            |
| 2011 | 1.    | EM in Dortmund                                 | Halbschwer  | nach Siegen über David Vála, Tschechien, Balasz Kiss, Schalwa Gadabadse u. Artur Aleksanjan, Armenien                                                                     |

## Erläuterungen
- alle Wettkämpfe im griechisch-römischen Stil
- WM = Weltmeisterschaft, EM = Europameisterschaft
- Mittelgewicht, Gewichtsklasse bis 84 kg, Halbschwergewicht, bis 96 kg Körpergewicht